# Miyoshi (Tokushima)

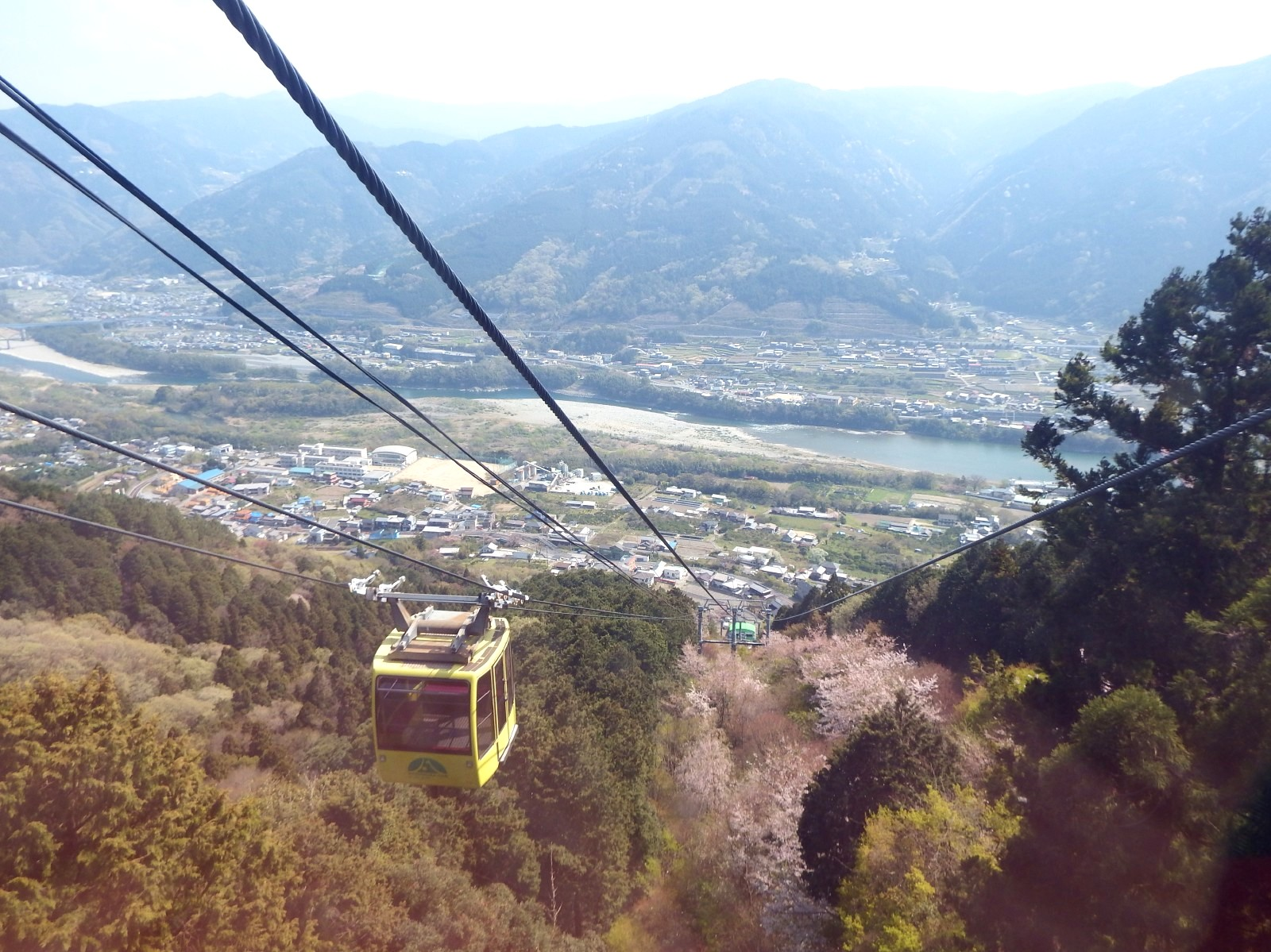
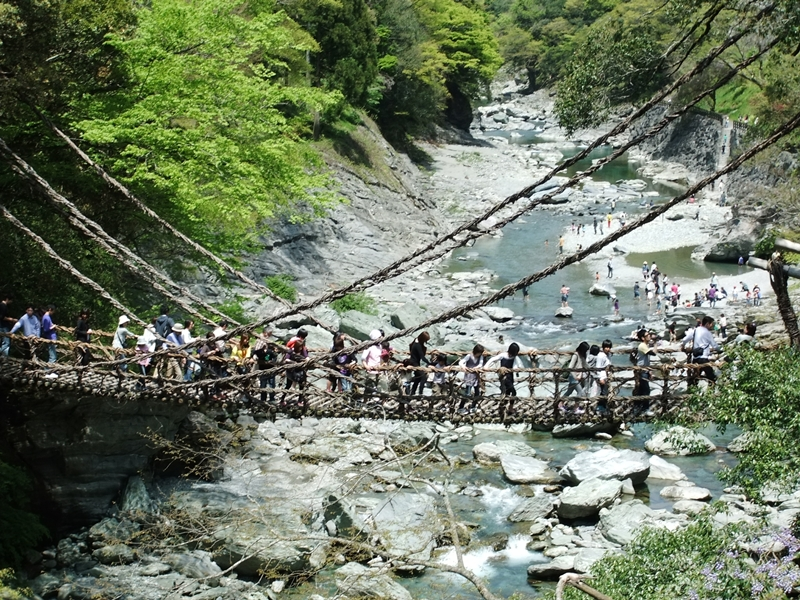
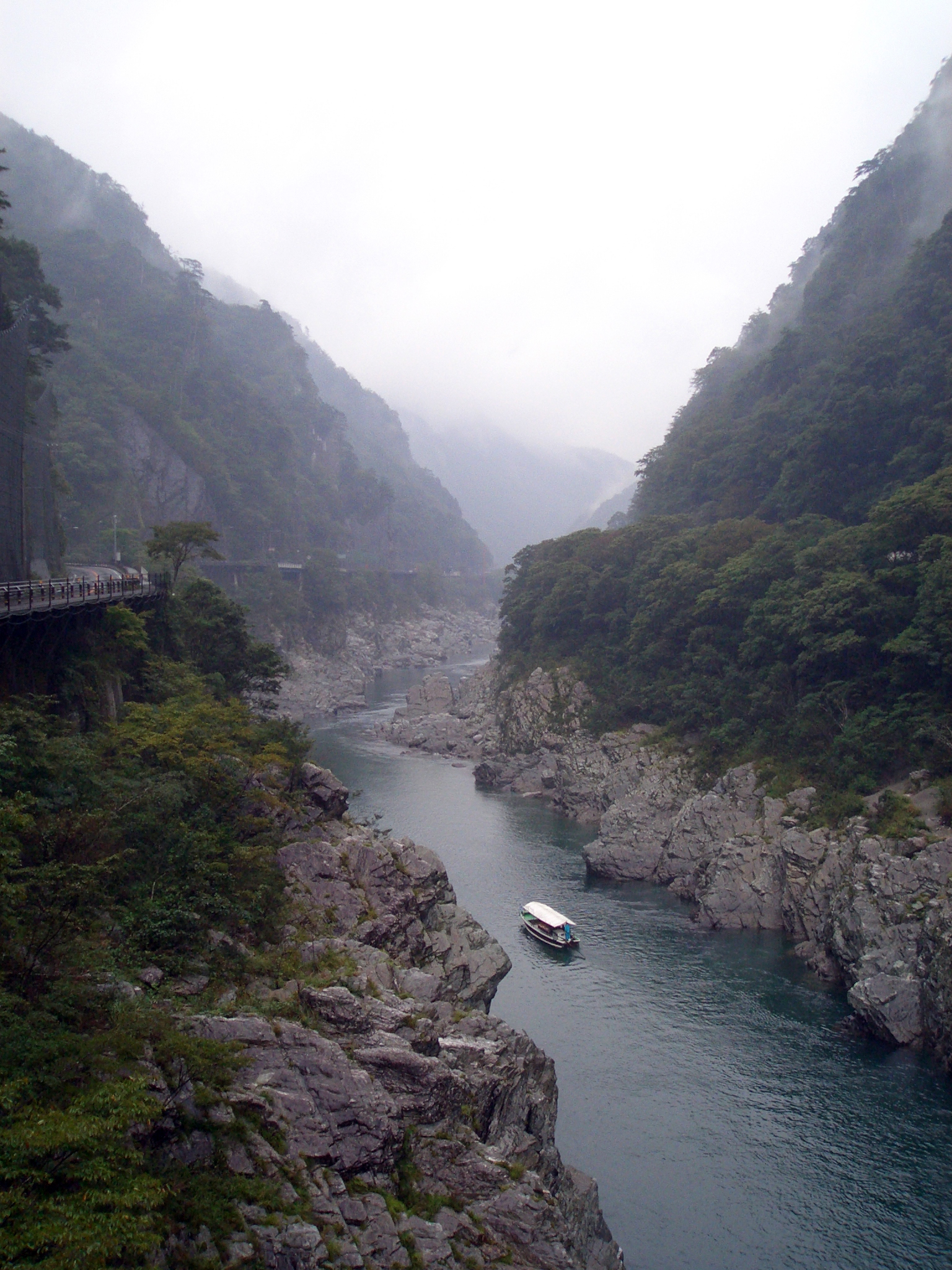
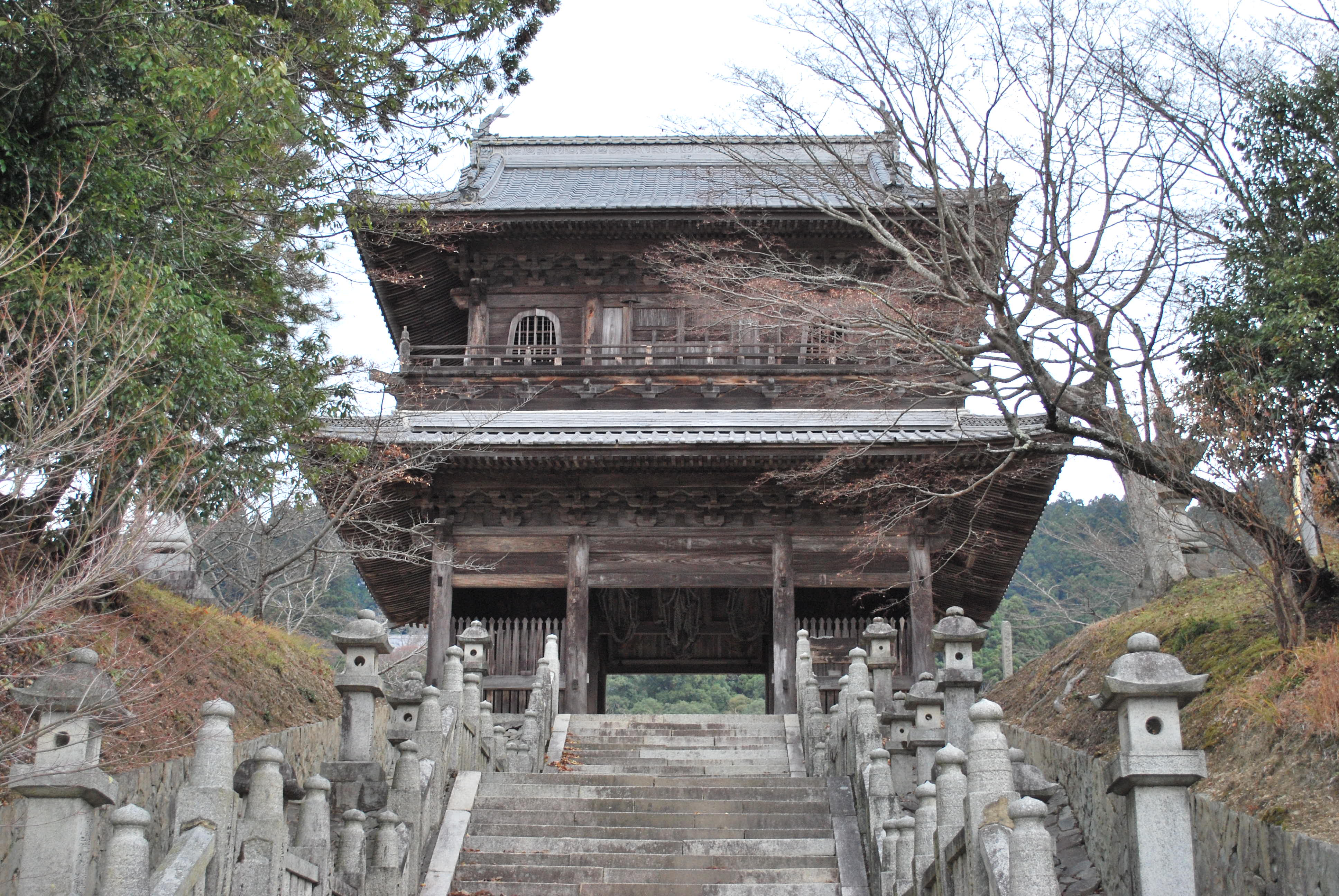

Miyoshi (三好市, Miyoshi-shi?) è una città giapponese della prefettura di Tokushima.